# Красновский сельсовет (Наровлянский район)
Красновский сельсовет (белор. Красноўскі сельсавет) — упразднённая административная единица на территории Наровлянского района Гомельской области Белоруссии.

## История
Упразднён в 2006 году. Входившие в его состав населённые пункты включены в состав Кировского сельсовета.

## Состав
Красновский сельсовет включал 6 населённых пунктов:
- Буда Красновская — деревня
- Дзержинск — деревня
- Красновка — деревня
- Москалёвка — деревня
- Ничипоровка — деревня
- Хоменки — деревня